# Атинска мерендера
Атинска мерендера (Merendera attica Spruner ex Tomm.) е многогодишно тревисто растение с бели, светловиолетови или виолетови цветове. В България е познато и като родопска мерендера (Merendera rhodopea Velen.) Родопската мерендера е описана от Йозеф Веленовски (Josef Velenovský), но според други изследователи като Persson, K. и Tutin, T.G. атинската и родопската мерендера са един и същи вид, цитиран от тях само като атинска мерендера. Критично застрашен вид в България.

## Описание
Многогодишно тревисто растение с грудко-луковица, надземната част е висока от 5 до 15 см. Луковицата е разположена сравнително дълбоко в почвата. Цъфти през най-студените и сурови месеци на годината – декември – февруари, рядко до март . Цветовете са от 1 до 5, бели, светловиолетови или виолетови

## Разпространение
Видът е ендемит за Балканския полуостров, разпространен е само в България и Гърция. Някъде се посочва и Турция.
В България се среща в Средните Родопи (над Асеновград), Тракийска низина (Бесапарски ридове, по възвишенията над с. Исперихово, Пещерско).

## Приложение в медицината
Атинската мерендера е отровно растение, съдържащо алкалоиди; използва се в медицината.

## Мерки за защита на вида в България
Видът е включен в Приложение 3 на Закона за биологичното разнообразие под името родопска мерендера (Merendera rhodopaea). Има изработен от Министерството на околната среда и водите план за опазване за периода 2014 – 2023 г.
В Червената книга на България е растението е включено под името атинска мерендера, в Т. 1. „Растения и гъби“ в категория „Критично застрашен вид“.
Целеви вид от проекта „Пилотна мрежа от малки защитени територии за опазване на растения от българската флора по модела на растителните микрорезервати“ (Life08 NAT/BG/000279). В България по този проект са създадени две защитени местности:
- Защитена местност „Находище на атинска мерендера в район Горни Воден“ с площ 3.63 хектара.[9]
- Защитена местност „Находище на атинска мерендера - село Исперихово“ с площ 37.48 хектара[10] в землището на с. Исперихово, общ Брацигово, обл. Пазарджик.

Семена от растението се съхраняват Националната семенна генбанка в гр. Садово.

## Мерки за защита на вида в световен мащаб
В Червената книга на България (изд. 2011 г.) и в публикацията „План за действие за опазване на растителния вид Атинска мерендера“ е посочено, че видът е включен в Червения списък на Международния съюз за защита на природата (IUCN Red list of Threatened plants) като застрашен в световен мащаб с категорията „Рядък“ (Walter & Gillett, 1998), но към 2021 г. не присъства на сайта на организацията.